# Venomous Rat Regeneration Vendor
Venomous Rat Regeneration Vendor ("Rata venenosa y la regeneración del vendedor") es el quinto álbum de estudio en solitario del exvocalista de White Zombie Rob Zombie. El álbum fue lanzado el 23 de abril de 2013, cuatro días después del lanzamiento de la película "The Lords of Salem". La lista de canciones fue confirmada en la página de Zombie en Facebook el 22 de febrero. Éste es el primer álbum de Rob Zombie que cuentan con el baterista Ginger Fish, quien, con John 5, eran miembros anteriores de Marilyn Manson. Un vídeo musical para el primer sencillo del álbum "Dead City Radio and the New Gods of Supertown" fue publicado el 8 de abril de 2013.
Para Record Store Day, Zombie lanzó un sencillo promocional de "Dead City Radio and the New Gods of Supertown" (con "Teenage Nosferatu Pussy" como lado B) en vinil de 10" impreso en una ranura inversa. Esta edición de Dead City estuvo editada con una duración de 3:54 minutos en lugar de los 3:28 minutos que dura en realidad la canción que incluye un pre-coro extendido y un outro no escuchada en la versión original. Las tiendas Best Buy ofrece una edición limitada con una cubierta en la etiqueta engomada 3D con un código de material exclusivo detrás de las escenas en la realización del álbum.

## Ventas y recepción
Venomous Rat Regeneration Vendor vendió 34 000 copias en Estados Unidos en su primera semana de lanzamiento y se posicionó en el #7 en el Billboard 200.

## Lista de canciones
Todas las canciones fueron compuestas y escritas por Rob Zombie y John 5, excepto los señalados:
1. Teenage Nosferatu Pussy – 4:34
2. Dead City Radio and the New Gods of Supertown – 3:28 (Zombie, 5, Bob Marlette)
3. Revelation Revolution – 3:10
4. Theme for the Rat Vendor – 1:01
5. Ging Gang Gong De Do Gong De Laga Raga – 3:19
6. Rock and Roll (in a Black Hole) – 4:14
7. Behold, the Pretty Filthy Creatures! – 2:55
8. White Trash Freaks – 3:12
9. We're an American Band (Grand Funk Railroad Cover) - 3:30 (Don Brewer)
10. Lucifer Rising – 3:19 (Zombie, 5, Piggy D.)
11. The Girl Who Loved the Monsters – 3:57
12. Trade in Your Guns for a Coffin – 2:11

## Personal
- Rob Zombie - Voz
- John 5 - Guitarra, Coros
- Piggy D. - Bajo, Coros
- Ginger Fish - Batería
- Bob Marlette - Teclados
- Josh Freese - Batería adicional
- Zeuss - Programaciones
- Chris Marlette - Programaciones
- Ava Lucie Skurkis - Actriz vocal